# Сака (река)
Са́ка (латыш. Saka) — река в Латвии, протекает по территории Южно-Курземского края, впадает в Балтийское море. Длина реки составляет 6 км, площадь водосборного бассейна — 1110 км².
Река Сака образуется у населённого пункта Сака слиянием рек Дурбе (левая составляющая) и Тебра (правая составляющая). Течёт на север и впадает в Балтийское море в черте города Павилоста.
В XVII веке устье реки служило гаванью, но по условию Оливского мира гавань была засыпана.